# Orfes (Vilademuls)
Orfes és un poble al municipi de Vilademuls (Pla de l'Estany). Havia estat ens local independent però en desaparèixer l'Antic Règim senyorial va passar a formar part, el 1846, del municipi de Vilademuls. El seu principal element patrimonial és l'església de Santa Maria, d'origen romànic però fonamentalment barroca. A la vora del nucli del poble també hi ha l'ermita barroca de Sant Roc.